# Sugihmanik
Sugihmanik is een bestuurslaag in het regentschap Grobogan van de provincie Midden-Java, Indonesië. Sugihmanik telt 5752 inwoners (volkstelling 2010).